# Рене Классен
Рене Классен (нід. René Klaassen, 4 березня 1961) — нідерландський хокеїст на траві.
Бронзовий призер Олімпійських Ігор 1988 року, учасник 1984 року.
Чемпіон світу 1990 року.